# Remo nos Jogos Pan-Americanos de 2023 - Oito com feminino
A competição do oito com feminino do remo nos Jogos Pan-Americanos de 2023 foi disputada em 24 de outubro de 2023 na Lagoa Grande, em San Pedro de la Paz. Um total de 54 remadoras de 6 Comitês Olímpicos Nacionais (CON) participaram do evento.

## Calendário
Horário local (UTC−3).
| Data          | Hora  | Fase  |
| ------------- | ----- | ----- |
| 24 de outubro | 11:30 | Final |

## Medalhistas
|  | CAN Canadá |  | USA Estados Unidos |  | CHI Chile |
|  | Kendra Hartley Olivia McMurray Alizée Brien Parker Illingworth Abby Speirs Shaye de Paiva Abigail Dent Leia Till Kristen Kit |  | Cristina Pretto Grace Joyce Veronica Nicacio Madeleine Focht Katherine Horvat Isabela Darvin Lauren Miller Hannah Paynter Colette Lucas-Conwell |  | Christina Hostetter Antonia Liewald Antonia Hostetter Victoria Hostetter Antonia Abraham Melita Abraham Magdalena Nannig Isidora Niemeyer Isis Correa |

## Resultados

### Final
Uma única regata definiu as posições de todos as remadoras.
| Pos.              | Remadoras | CON                | Tempo   | Notas |
| ----------------- | --- | ------------------ | ------- | ----- |
| Medalha de ouro   | Kendra Hartley Olivia McMurray Alizée Brien Parker Illingworth Abby Speirs Shaye de Paiva Abigail Dent Leia Till Kristen Kit (T)                           | CAN Canadá         | 6:10.70 |       |
| Medalha de prata  | Cristina Pretto Grace Joyce Veronica Nicacio Madeleine Focht Katherine Horvat Isabela Darvin Lauren Miller Hannah Paynter Colette Lucas-Conwell (T)        | USA Estados Unidos | 6:14.17 |       |
| Medalha de bronze | Christina Hostetter Antonia Liewald Antonia Hostetter Victoria Hostetter Antonia Abraham Melita Abraham Magdalena Nannig Isidora Niemeyer Isis Correa (T)  | CHI Chile          | 6:14.78 |       |
| 4                 | Catalina Deandrea Clara Galfre Flavia Chanampa Oriana Ruiz Ingrid Marcipar Olivia Peralta Sonia Baluzzo Evelyn Silvestro Joel Infante (T)                  | ARG Argentina      | 6:26.78 |       |
| 5                 | Shaiane Ucker Dayane Pacheco Antônia Motta Isabelle Camargos Nathalia Barbosa Chloe Delazeri Milena Viana Maria Clara Lewenkopf Isabella Ibeas (T)         | BRA Brasil         | 6:27.90 |       |
| 6                 | Melissa Márquez Daniela Altamirano Naomi Ramírez Xinema Castellanos Devanih Plata María Sheccid García Mildred Mercado Maite Arrillaga Myrtha Constant (T) | MEX México         | 6:45.91 |       |